# Atherigona hendersoni
Atherigona hendersoni är en tvåvingeart som beskrevs av Malloch 1923. Atherigona hendersoni ingår i släktet Atherigona och familjen husflugor. Inga underarter finns listade i Catalogue of Life.